# Eudema werdermannii
Eudema werdermannii är en korsblommig växtart som beskrevs av Otto Eugen Schulz. Eudema werdermannii ingår i släktet Eudema och familjen korsblommiga växter. Inga underarter finns listade i Catalogue of Life.